# Neuendettelsau
Neuendettelsau település Németországban, azon belül Bajorországban. Lakosainak száma 8282 fő (2023. december 31.). Neuendettelsau Heilsbronn, Windsbach, Lichtenau és Petersaurach községekkel határos.

## Népesség
A település népessége az elmúlt években az alábbi módon változott:
| Lakosok száma | 785  | 4491 | 6673 | 6448 | 7407 | 7585 | 7807 | 7853 | 7981 | 8282 |
|               | 1875 | 1950 | 1975 | 1987 | 2012 | 2014 | 2016 | 2017 | 2021 | 2023 |